# Robert Buchet
Robert Buchet (ur. 18 maja 1922 roku w La Trimouille, zm. 7 grudnia 1974 roku) – francuski kierowca wyścigowy i rajdowy.

## Kariera
Buchet rozpoczął karierę w międzynarodowych wyścigach samochodowych w 1961 roku od startów w klasie GT 1.6 24-godzinnego wyścigu Le Mans, którego jednak nie ukończył, ale w klasyfikacji swojej klasy był drugi. Rok później dojechał na dwunastej pozycji, a w swojej klasie stanął na drugim stopniu podium. W 1964 w klasie GT 2.0 odniósł zwycięstwo (siódmy w klasyfikacji generalnej). Sukces ten powtórzył w sezonie 1967.